# Bogorodica (Bułgaria)
Bogorodica (bułg. Богородица) – wieś w Bułgarii, w obwodzie Błagojewgrad, w gminie Petricz. Według danych szacunkowych Ujednoliconego Systemu Ewidencji Ludności oraz Usług Administracyjnych dla Ludności, 15 czerwca 2020 roku miejscowość liczyła 11 mieszkańców.

## Osoby związane z miejscowością

### Urodzeni
- Guna Iwanowa (1948) – bułgarski narodowa piosenkarka